# 정남일구

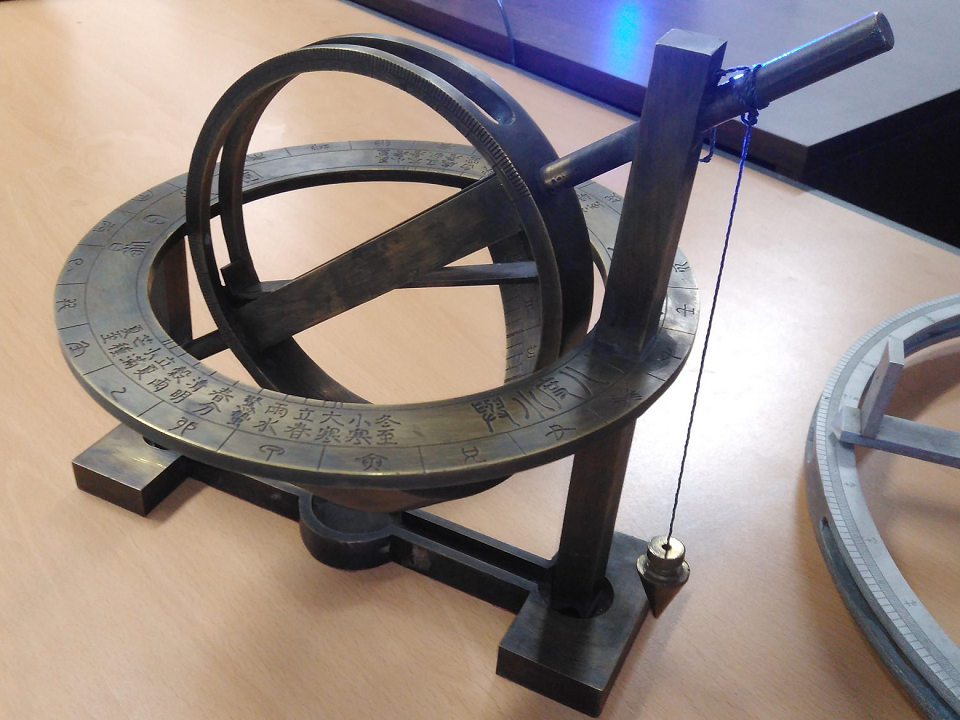
한국천문연구원에서 복원한 실제 작동하는 1:1 사이즈 정남일구 모형.

정남일구(定南日晷)는 조선시대의 해시계이다.

## 개요
매우 정밀한 시계로 현주·천평일구의 특징과 간구(簡晷)의 특징을 함께 지닌 우수한 것이었다. 부(趺)에는 원지(圓池)와 수거(水渠)가 있어 정확한 수평을 유지하도록 되어 있었고 동서로 운전되는 사유환(四游環)에는 북으로부터 16°에서 167°에 이르는 반주천도(半周天度)가 새겨졌으며, 전환(全環) 규형(窺衡)이 남북으로 오르내리고, 지평환(地平環) 아래에 지자출입 시각(至自出入時刻)에 준하여 반환(半環)이 수평으로 가로놓였다. 규형을 써서 매일의 태양거극분도(太陽去極分度)에 맞추어 방공(方孔)에 의하여 투입(透入)되는 해그림자를 반환(半環)에 새겨진 눈금으로 보면 자연히 남(南)이 정해지고 함께 시각도 알 수 있게 되어 있다.

## 갤러리

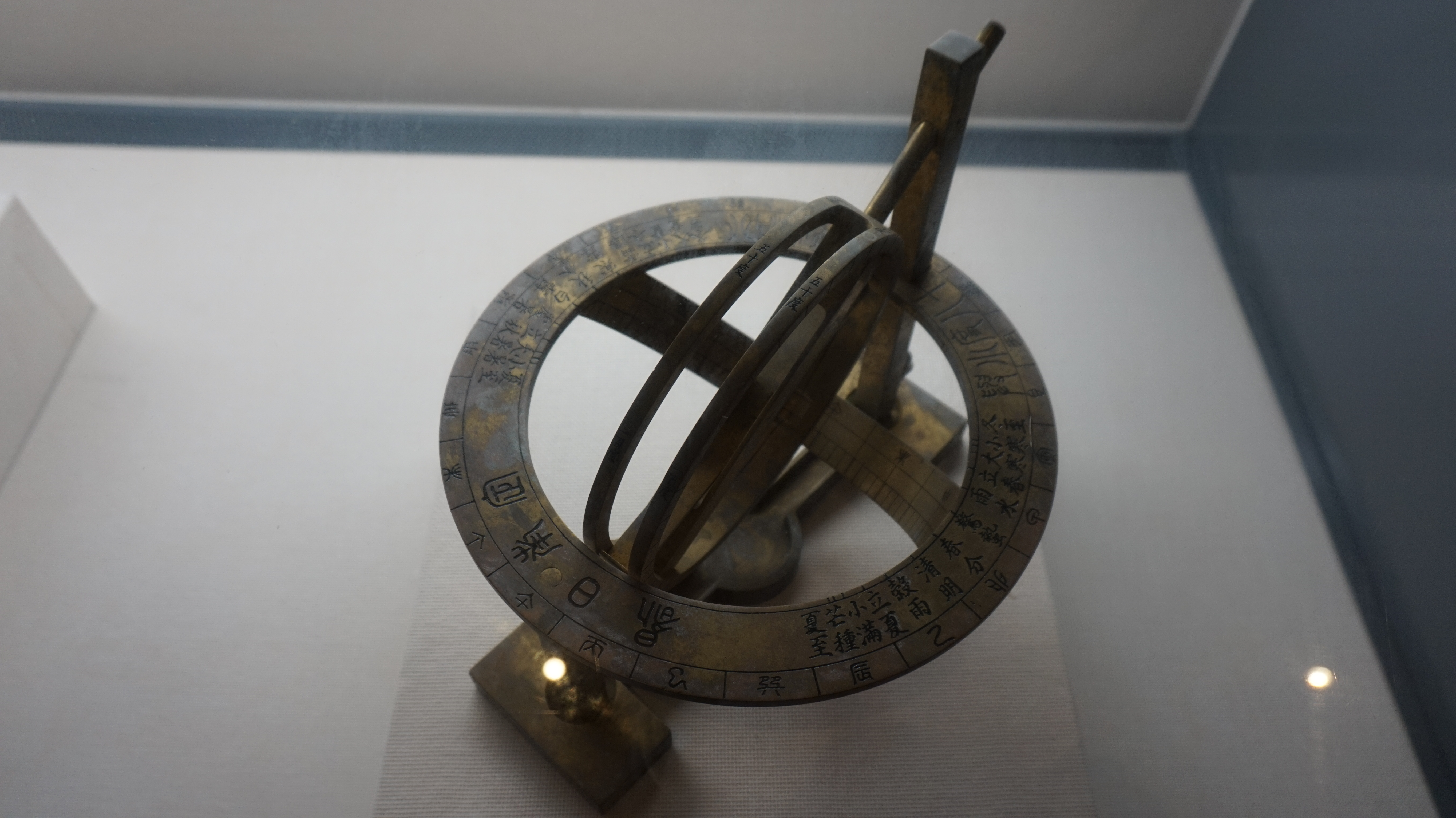
정남일구
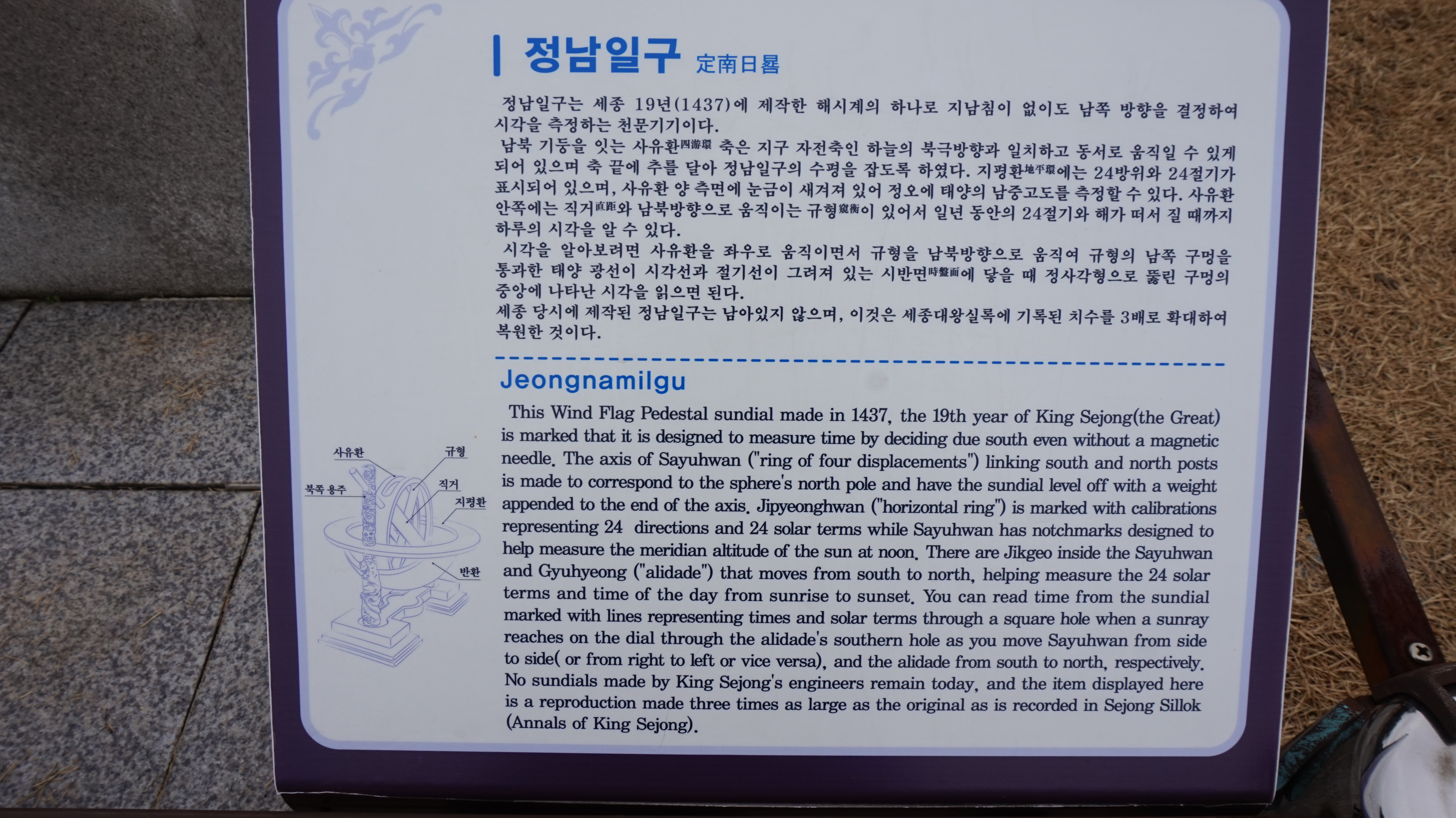
정남일구 설명
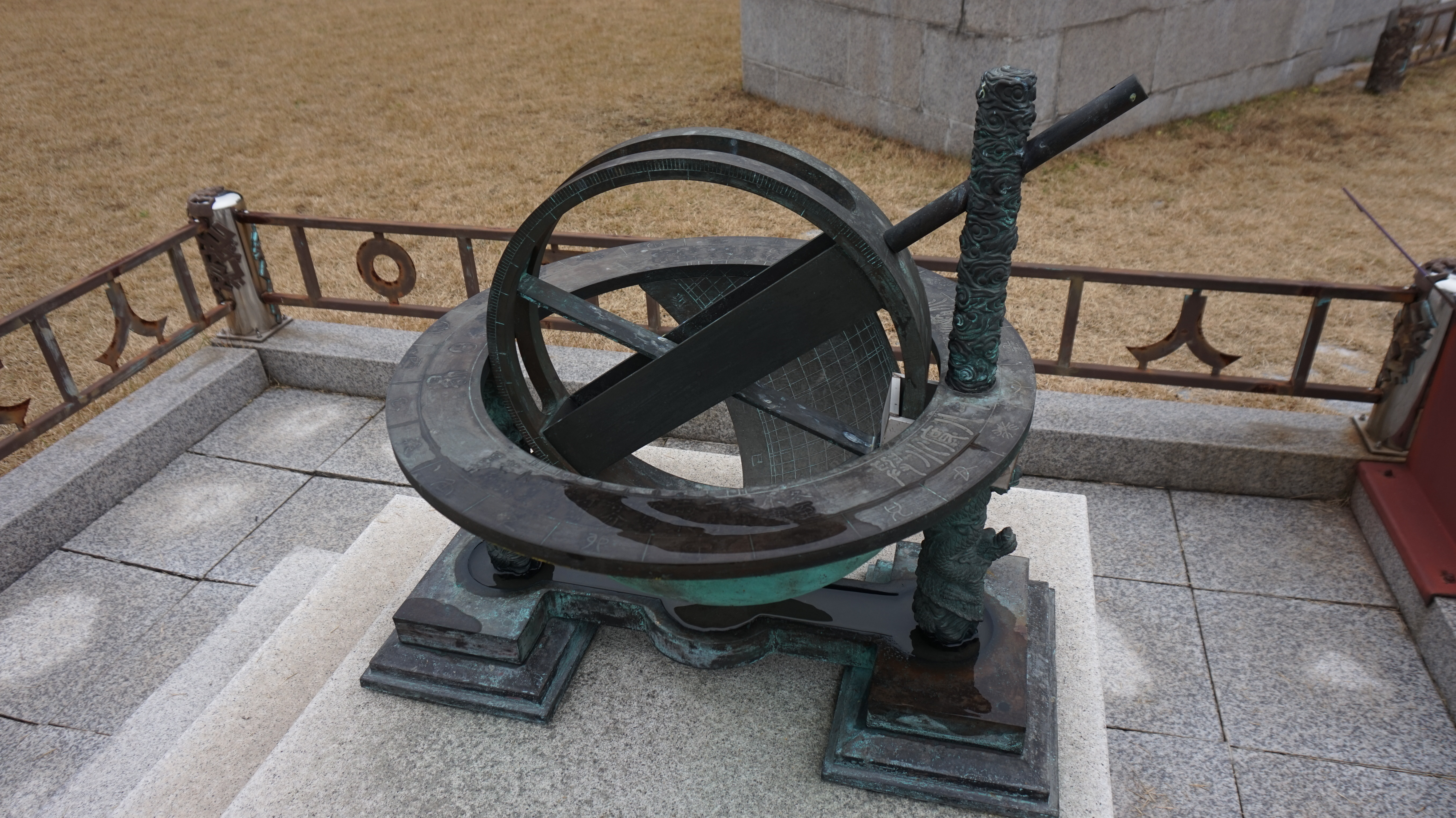
정남일구